# Kimi wa Midara na Boku no Joo
Kimi wa Midara na Boku no Joo (яп. 君は淫らな僕の女王 Кими ва мидара на боку но дзёо:, «Моя развратная королева»), также кратко Kimidara (яп. きみだら Кимидара) — манга, написанная Линном Окамото и проиллюстрированная Мэнго Ёкояри. Первые главы-ваншоты были опубликованы в январе и в июне 2012 года в журнале сэйнэн-манги Weekly Young Jump издательства Shueisha, после чего публикация глав манги продолжилась на нерегулярной основе в журналах Weekly Young Jump, Miracle Jump и Young Jump Gold. Манга завершилась в конце августа 2017 года и была издана в двух томах-танкобонах.

## Сюжет
Акира Сайто и Субару Кавана были неразлучны в детстве, но им пришлось расстаться из-за того, что Субару, дочь богатых родителей, поступила в престижную частную школу. Спустя годы Акира, благодаря стипендиальной программе для старшеклассников, смог поступить в ту же старшую школу, где учится Субару. Однако она, ставшая к тому времени одарённой и очень красивой девушкой, к их воссоединению отнеслась холодно. Расстроенный этим Акира, желающий сократить пропасть между ним и Субару, вспоминает случайно услышанный разговор между старшеклассницами, из которого следует, что если загадать желание, обращённое к Незримому божеству (яп. 裏の神様 Ура но Камисама), то оно обязательно исполнится. Акира пожелал, чтобы его комната в общежитии школы соединилась с комнатой Субару: так оно в действительности и произошло. После этого появляется Незримое божество и объявляет ошеломлённым Акире и Субару, что взамен исполнения желания будет лишать Субару самоконтроля на один час каждый день. Когда это происходит, Субару начинает руководствоваться только своим инстинктом и больше не может сдерживать сексуального влечения к Акире.

## Выпуск
Первые главы Kimi wa Midara na Boku no Joo, написанные Линном Окамото и проиллюстрированные Мэнго Ёкояри, были опубликованы в 2012 году в формате ваншотов. Первый ваншот опубликован 19 января 2012 года в журнале сэйнэн-манги Weekly Young Jump издательства Shueisha, второй — 21 июня в этом же журнале. Первый ваншот получил благоприятные отзывы, в связи с чем было решено запустить мангу в виде серии, главы которой публиковались с 16 августа по 27 декабря 2012 года в журнале Miracle Jump. В 2013 году главы манги периодически публиковались в журнале Weekly Young Jump: одна из них опубликована 4 февраля, три другие — 8 августа, 22 августа и 14 ноября. 17 марта 2015 года в Miracle Jump была выпущена восьмистраничная экстра. Одна из поздних глав опубликована 25 февраля 2016 года в Weekly Young Jump, другая — 18 мая 2017 года в Young Jump Gold, а последняя — 31 августа 2017 года в Weekly Young Jump. Всего главы манги были скомпонованы в два тома-танкобона: первый поступил в продажу 19 февраля 2013 года, второй и последний — 17 ноября 2017 года.
На территории Тайваня манга лицензирована издательством Chingwin, а в Германии — издательством Tokyopop, которое издаёт её под названием Subaru — My Dirty Mistress (в переводе с англ. — «Субару — моя развратная любовница»).

### Список томов
| №  | Дата публикации    | ISBN                   |
| -- | ------------------ | ---------------------- |
| 01 | 19 февраля 2013 г. | ISBN 978-4-0887-9525-6 |
| 02 | 17 ноября 2017 г.  | ISBN 978-4-0889-0753-6 |

## Приём

### Продажи и рейтинги
Первый том манги в феврале 2013 года стал самым продаваемым томом в рейтинге интернет-магазина Mangaoh. На ноябрь 2013 года было продано более 170 тысяч копий манги. К концу августа 2017 года тираж манги составил более 260 тысяч проданных копий. Второй том манги в первую неделю продаж (с 13 по 19 ноября 2017 года) разошёлся в количестве 39 104 копии. За вторую неделю было продано 32 224 копии, а за третью — 14 176 копий. Всего за первые три недели было продано 85 504 копии второго тома.
Согласно странице манги на сайте Weekly Young Jump, её общий тираж составляет более 300 тысяч проданных копий.
В декабре 2017 года Kimi wa Midara na Boku no Joo заняла девятое место в ежемесячном рейтинге манги, рекомендованных сайтом Kono Manga ga Sugoi! для читателей-мужчин.

### Критика
В рецензии на мангу Scum’s Wish, автором которой является Мэнго Ёкояри, Дзинтэцу Мацуура из журнала Da Vinci кратко охарактеризовал Kimi wa Midara na Boku no Joo как произведение, «потакающее желаниям читателя». Рецензируя в рамках рубрики «Немного эротики» второй том манги, Нана Сонода из Da Vinci положительно высказалась о взаимоотношениях между героями, однако назвала сцены эротики «немного ненормальными и чрезмерными», написав в заключение: «Несмотря на то, что это произведение содержит откровенные материалы, после его прочтения создаётся ощущение, будто вы только что увидели что-то прекрасное».
Рёта Ясуэ в обзоре на сайте Honz описал мангу как «романтическую комедию о двух старшеклассниках» и положительно высказался о проработке и подаче сюжета.
В рецензии на первый том Надин Зухан с немецкоязычного сайта Sumikai написала, что манга «скачет на грани от этти до хентая» и отметила продуманный сюжет, иллюстрации, выполненные «с вниманием к деталям», а также юмор. В заключение Зухан написала: «... если вы хотите прочесть мангу с большим количеством эротики и продуманным сюжетом, то Subaru — My Dirty Mistress — хороший выбор».